# 贾斯珀县 (南卡罗来纳州)
贾斯珀縣（英語：Jasper County）是美國南卡羅萊納州最南部的一個縣，西、南鄰喬治亞州。面積1,812平方公里。根據美國2000年人口普查，共有人口20,678人。縣治里奇蘭 (Ridgeland)。
成立於1912年，縣名是紀念美國獨立戰爭軍人威廉·贾斯珀 (William Jasper)。